# مايكل كومونز
مايكل لامبورت كومونز (مواليد 1939) عالم سلوك نظري وعالم أنظمة معقدة. طوّر نموذج التعقيد الهرمي.